# Пежо 3008
Пежо 3008 (фр. Peugeot 3008) је теренски аутомобил који производи француска фабрика аутомобила Пежо. Производи се од 2009. године тренутно у другој генерацији.

## Историјат

### Прва генерација (2009–2016)
Пежо 3008 је први пут представљен јавности у мају 2008. године у Дубровнику, а у продајне салоне је стигао годину дана касније. Прва генерација каросеријски припада класи минивенова. Иако је његов стајлинг критикован, овај аутомобил је добио неколико похвала од стране часописа. Британски ауто-магазин What Car? га наградио аутомобилом године за 2010-у. Исте године добија награду од групе ирских аутомобилских новинара.
Пежо 3008 HYbrid4 је лансиран фебруара 2012. и био је први масовно произведен дизел-електрични хибрид на свету. На Euro NCAP тестовима судара Пежо 3008 је 2009. године добио максималних пет звездица за безбедност. На салону аутомобила у Франкфурту септембра 2013. представљен је редизајн 3008-це где добија побољшане моторе.
Моторе које је користио су били, бензински од 1.6 (120 и 156 КС) и дизел-мотори од 1.6 (110 КС), 2.0 (150 и 163 КС).
- пре редизајна
- пре редизајна
- унутрашњост
- редизајн
- за кинеско тржиште

### Друга генерација (2016–)
Друга генерација је представљена на салону аутомобила у Паризу септембра 2016. године. Друга генерација доноси суштинску промену, то више није MPV возило него компактни кросовер. Одлука Пежоа да промени намену овог аутомобила поклапа се са сталним растом популарности кросовер и СУВ возила од почетка друге деценије 21. века. Конкуренти су му Рено кађар, Сеат атека, Нисан кашкај, Фолксваген тигуан, Кија спортиџ, Хјундаи тусон и други.
Постављен је на EMP2 механичку платформу ПСА групације, која је лакша око 100 кг, а дужи је за 8,5 цм у односу на претходника. Ширина је скоро иста као код прве генерације, док је одстојање од тла 22 цм, како би аутомобил задовољио потребе теренске вожње.
Друга генерација 3008-це је освојила награду Европски аутомобил године за 2017, уједно је и први теренац у историји овог такмичења који осваја ову титулу.
Понуда мотора обухвата бензинце од 1.2 (130 КС), 1.6 (165 КС) и дизел-моторе од 1.6 BlueHDi (100 и 120КС), 2.0 BlueHDi (150 и 180 КС).